# Paravakar
Paravakar (in armeno Պառավաքար?, anche chiamato Parravak'ar, Paravaqar, Paravaker e Parravakar) è un comune dell'Armenia di 1 791 abitanti (2010) della provincia di Tavush.